# Људска комедија
Људска комедија (фр. La Comédie humaine) заједнички је назив за романе француског реалистичног писца Оноре де Балзака, међусобно повезане, у којима настоји да пружи слику о свом времену, друштвеним и историјским, филозофским кретањима, да прикаже живот свих друштвених класа и слојева, да осветли тајне човекове психе. Балзак је први употребио механизам враћања истих ликова кроз своје књиге како би изразио јединство друштва које слика. У предговору «Људске комедије» објављене 1842. године наглашава да ће то бити историја коју су заборавили толики историчари, историја нарави. Он у различитим облицима приказује успон капитализма и свемоћ новца што доводи до нестајања племства и распадања друштвених веза. Наслов предговора је био инспирисан насловом Дантеовог дела Божанствена комедија. Предвидео је да «Људска комедија» садржи 137 дела, али је стигао да напише 91 дело. Том броју се могу додати још три романа које није предвидео првобитним планом. У број од 94 дела не улазе «Голицаве приче» ни Балзакови младалачки романи написани пре 1829. године.
Балзак је историчарима свих времена највише замерао што су они пишући о животу појединих народа изостављали оно најзанимљивије и најважније, опис људске нарави. То је био његов циљ овим делом, да историју нарави Француске објави систематизовано у једном делу и на тај начин да целокупну слику друштва и епохе.
Његов предговор почиње његовим говором о рађању идеје за писање једног таквог дела, која је настала када је поредио друштво и природу, човека и животиње, схвативши колико је човек и његово функционисање сложеније од животињског и како би за разлику од Бифоновог дела у коме је изложена наука о животињама, његово дело – "наука" о људима било знатно сложеније. Ипак, опажа одређени еволутивни закон у људском друштву за који се у животињском свету залагао и природњак Сент Илер. Балзак сматра да се сви људи рађају исти и равноправни, али да се у зависности од друштвене ситуације развијају (као што је и Русо тврдио да цивилизација квари људе). Пре свега, немогуће је описати само одређене ликове, типове личности и карактере јер сви зависе од неких спољашњих чиниоца – какви су материјални, друштвени услови, историјска ситуација и слично. Он је желео да открије суштину односа међу људима и представи је у једном делу, хтео је да открије начин по коме функционишу и по којима се друштвени односи граде. Балзак говори о принципима на којима друштво почива. Као најбитније елементе који утичу на друштво, Балзак наводи религију и монархију, али такође сматра да је страст највећи људски покретач. Такође, мисао и страст разарају друштво.
Унутрашње значење Људске комедије се заснива на закону по коме човек није ни добар ни лош, да је он онакав какви су његов нагон и способности. Супротно распрострањеном мишљењу, друштво човека може да учини бољим, а оно што квари човека је користољубље. По његовом мишљењу католицизам је савршен поредак сузбијања зла и изопачености у људима, па је самим тим хришћанство, а посебно католицизам као хришћанска доктрина најважнији део друштвеног поретка, где су главни елементи смисао и страст уједно и најразорнији. С обзиром да је хришћанство створило нове народе према његовом мишљењу само оно може и да их сачува.
Писањем овод дела Балзак је знао да ће неки делови комедије бити пуни ружних страна друштва, што може изгледати као да пропагира неморал, али се помирио са тиме пошто је он само приказивао ствари каквим стварно јесу. Себе сматра историчарем, а историја за разлику од романа не мора да тежи лепоме. Историја се не мења да би изгледала лепше док романи теже некој бољој стварности. Исто тако сматра да ће будућност човека остати иста, без обзира на науку и њене успехе и достигнућа. Чуда електрицитета неће ништа више да промене човекову природу него што је променило Колумбово запажање да је земља округла, као ни Галилејев доказ тога. Исто то вреди и за човеков однос са Богом.

## Подела дела
Прва Балзакова дела су написана 12 година пре писања овог предговора, без икаквог плана или груписања дела, тек касније је дошао на идеју да изврши неку селекцију и групацију, а уједно и да теоријски образложи своја дела.
У свом каталогу дела која ће садржати Људска комедија, Балзак још 1836. предвиђа следећу поделу:
- Први део, Студије нарави, разврстане по темама у шест група:
  - Призори из приватног живота: Чича Горио,
  - Призори из провинцијског живота: Евгенија Гранде, Изгубљене илузије,
  - Призори из париског живота: Сјај и беда куртизана, Рођака Бета, Рођак Понс,
  - Призори из политичког живота: Једна мрачна афера, Посланик из Арсија,
  - Призори из војничког живота: Шуани,
  - Призори из сеоског живота: Љиљан у долу.
- Други део: Филозофске студије: Шагринска кожа, Трагање за апсолутним.
- Трећи део: Аналитичке студије, садрже само једно дело које није роман већ оглед: Физиологија брака.

## Занимљивости
Ово дело је изузетно утицало на очеве комунизма.
„Фридрих Енгелс је у свом писму Маргарет Харнес написао да је више научио о француском друштву и његовој историји од Балзака, него што је то научио од професионалних историчара, економиста и статистичара заједно. На основу аутентичних сведочења, Маркс је искрено био одушевљен Балзаковом Људском комедијом, тврдећи да ће о њој написати посебну студију чим заврши писање Критике политичке економије. У Балзаковим делима, аутентично је приказано експлоататорско лице суровог либералног капитализма које је било кључни предмет Марксове критике. У овим (Балзаковим) књижевним делима, по класицима марксизма, могу се наћи 'истине' о људском друштву, економској производњи, друштвеним односима и нехуманим условима живота у капитализму.”
Са друге стране црква је исто оштро критиковала ово дело, као и Енглеска, због чега су се његова дела споро преводила на енглески зато што нису била прикладна за тадашње викторијанско друштво. Осуђивали су га за неморал и загађивање друштва.